# Seio carótico

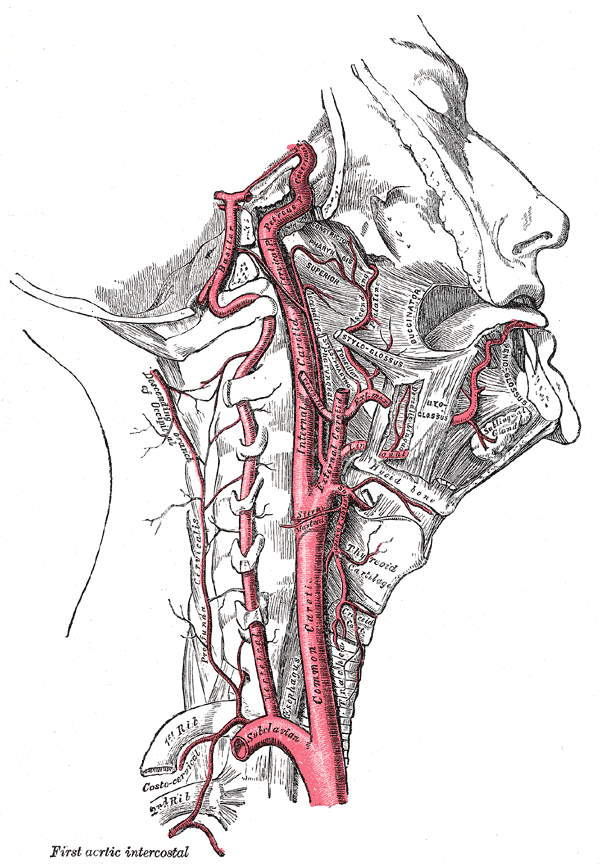
Pescoço dissecado. O seio pode ser visto imediatamente após a bifurcação da artéria carótida comum.

O seio carótico é uma dilatação na artéria carótida interna. Funciona como um barorreceptor, ou seja, é sensível a mudanças na pressão sanguínea arterial. É inervado pelos nervos glossofaríngeo e vago. Está intimamente relacionado com o glomo carótico.